# Пирс, Джейн
Джейн Минс Эпплтон Пирс (англ. Jane Means Appleton Pierce; 12 марта 1806 — 2 декабря 1863) — супруга президента Франклина Пирса и первая леди США с 1853 по 1857 год.

## Детство и свадьба
Родилась в Хэмптоне, Нью-Гэмпшир, в семье преподобного Джесси Эпплтона, конгрегационалистского священника и вице-президента колледжа Боудойн, и Элизабет Минс-Эпплтон. В детстве Джейн была маленьким, застенчивым, и хрупким ребёнком. После смерти отца переехала с матерью в Эмхерст, Нью-Гэмпшир.
При каких обстоятельствах встретились Джейн Эпплтон и Франклин Пирс — неизвестно. 19 ноября 1834 года Пирс, в возрасте 30 лет, женился на Джейн, 28 лет, в доме матери невесты в Эмхерсте. Скромную церемонию провёл преподобный Сайлас Айкен. Медовый месяц пара провела в пансионе Софи, вблизи Вашингтона.

## Дети
У Пирсов было трое детей, все они умерли в детстве:
- Франклин Пирс-младший (1836 год) — умер через три дня после рождения.
- Фрэнк Роберт Пирс (1839-1843) — скончался от эпидемического сыпного тифа.
- Бенджамин Пирс (13 апреля 1841 — 6 января 1853) — погиб в железнодорожной катастрофе за два месяца до инаугурации Пирса.

## Первая леди США
В 1852 году Пирс стал кандидатом в президенты от Демократической партии. От этой новости Джейн упала в обморок. Когда Пирс уехала в Ньюпорт, 11-летний сын Бенджамин написал ей: «Я надеюсь, что он не будет избран, ибо я не хотел бы быть в Вашингтоне, и я знаю, что Вы тоже». Но избранный президент был убеждён, что новый офис пойдёт на пользу Дженни.
Пирс была против баллотирования мужа в президенты. Когда их сын Бенджамин погиб в железнодорожной катастрофе, Пирс посчитала это недовольством Бога политическими амбициями мужа. После смерти сына Дженни овладела меланхолия, и она удалилась от дел. Пирс так никогда и не оправилась от трагедии. Два года она провела в жилых комнатах Белого дома за написанием сентиментальных писем к своему погибшему сыну. Обязанности первой леди Дженни Пирс передала своей тётке Эбби Кент-Минс, жене военного секретаря Джефферсона Дэвиса. Своё первое появление в качестве хозяйки Белого дома миссис Пирс сделала на приёме по случаю Нового года. Далее она выходила в свет с перерывами. Именно Пирс приписывают традицию появления ёлки в Белом доме на каждый Новый год.

## Смерть
Пирс умерла от туберкулёза (как и её отец) в Эндовере, Массачусетс, 2 декабря 1863 года. Она была похоронена на кладбище Олд-Норт в Конкорде, Нью-Гэмпшир; её муж был похоронен рядом с ней в 1869 году.